# Malmø festival
Malmø festival er en ugelang festival i det centrale Malmø. Festivalen finder sted i august hvert år og besøges hvert år af tusinder af københavnske tilskuere.
Malmø er en minimetropol, og mest af alt måske under Malmøfestivalen, som er en gevaldig byfest med masser af musik, kultur, mad, fest og glæde. Et gigantisk party med andre ord, hvor også teater, specielt designet fyrværkeri, sportsbegivenheder og kunsthåndværk står centralt i billedet. 
Følgende musiknavne er foreløbig på plads til festen i år 2006, der begynder 18. august og først slutter otte dage senere: Lena Philipsson, Nationalteatern, Electric Banana Band med Malmö Opera och Musikteater, art-punk-bandet Yeah Yeah Yeahs fra USA, det ekstreme death metal-band Cryptopsy fra Canada samt salsakongen Issac Delgado fra Cuba. 

## Ekstern henvisning
- Officiel hjemmeside